# Seoullo 7017

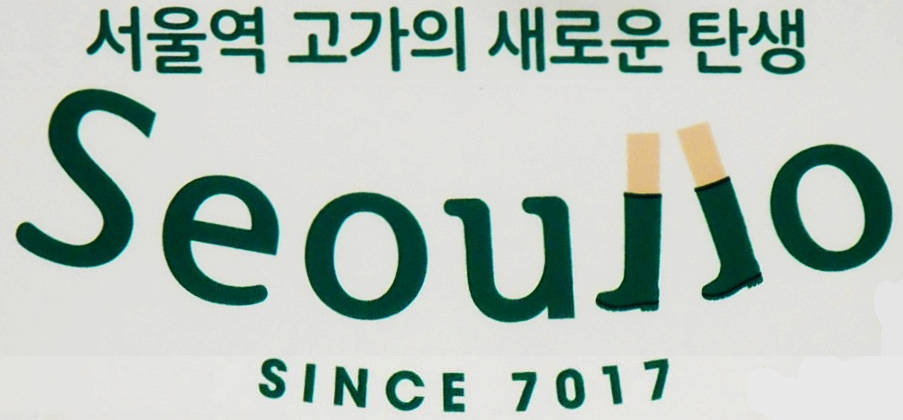
Logo des Städtebauprojektes

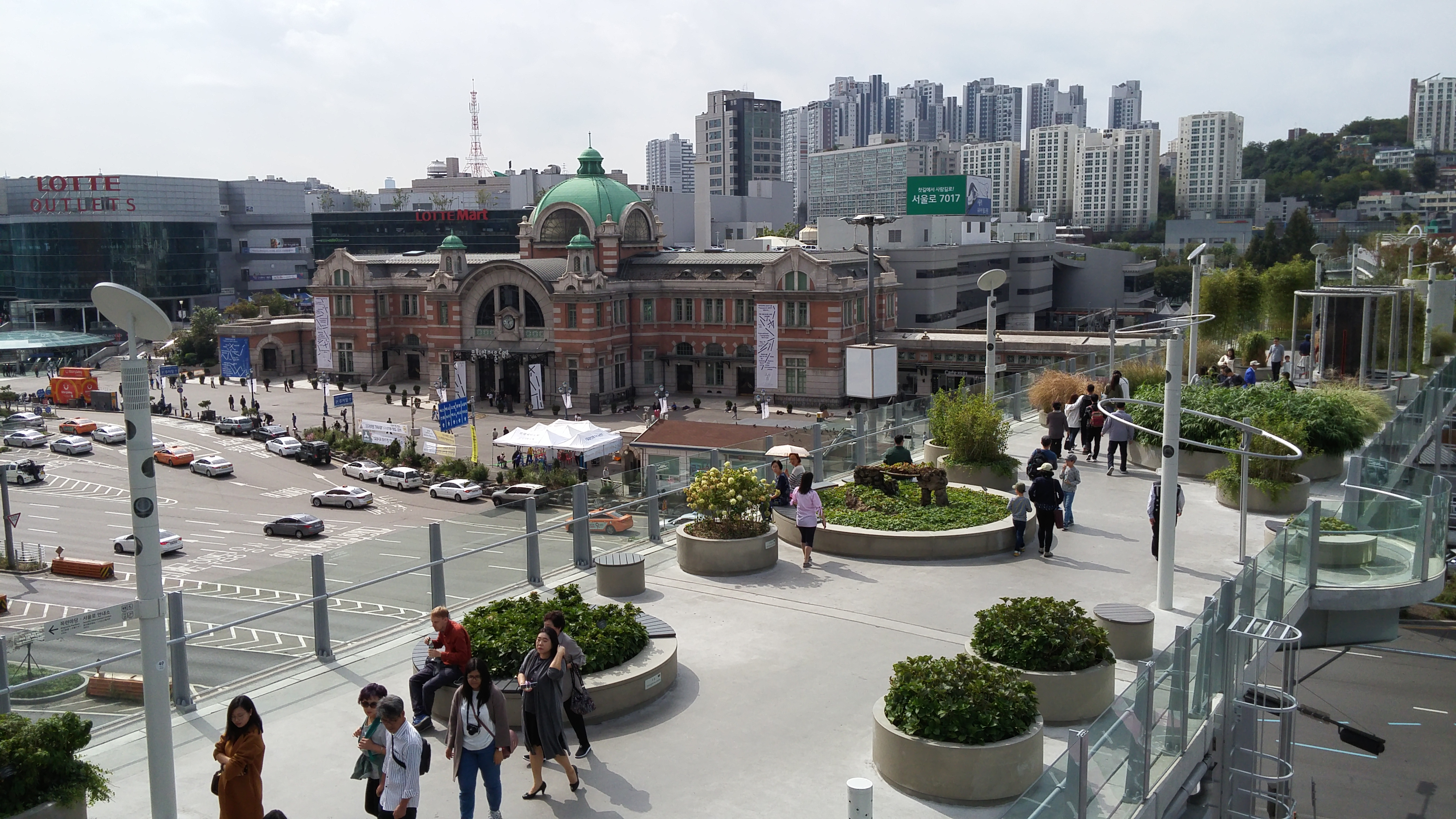
Seoullo 7017 mit dem Hauptbahnhof von Seoul

Seoullo 7017 (koreanisch 서울로7017) ist eine ehemalige Hochstraße zur Überführung über die Eisenbahngleise am Hauptbahnhof Seoul, die im Rahmen eines Städtebauprojektes umgewidmet und umgestaltet wurde und seit Mai 2017 den Bewohnern von Seoul (서울) und Touristen als Fußgängerüberweg und als Park zum Verweilen zur Verfügung steht.

## Namensherkunft
Die Bezeichnung „Seoullo 7017“ resultiert aus dem Namen der Stadt Seoul, dem koreanischen Begriff „ro“ (로; der Anlaut „rieul“ ㄹ wurde hier wegen des Endkonsonanten von „Seoul“ zum „l“ assimiliert) für Straße oder in Richtung, die Zahl 70 für das Jahr 1970, in dem die Hochstraße gebaut wurde und der Zahl 17 für das Jahr 2017, in dem die Straße als „Spazierweg“ und „botanischer Garten“ den Einwohnern von Seoul zur Nutzung übergeben wurde. Im Logo des Städtebauprojektes sind in dem Schriftzug „Seoullo since 7017“ die Doppelbuchstaben „l“ wie zwei Beine eines Fußgängers ausgeführt.

## Geographie
Seoullo 7017 befindet sich direkt im Stadtzentrum von Seoul am Hauptbahnhof der Stadt. Der rund 1 km lange Teil der ehemaligen 1,15 km langen Hochstraße verbindet den durch die Eisenbahnlinie in zwei Hälften geteilten Stadtteil Hangangno-dong. Die Strecke ist in fünf Sektionen unterteilt, die von West nach Ost als Malli-dong Square, Rose Square, Toegye-ro Square, Magnolia Square und Seoul City Wall bezeichnet werden.

## Geschichte
In den 1970er Jahren hatte die Stadt Seoul aufgrund einer wachsenden Mittelschicht und der damit einhergehenden Zunahme an PKWs mit einem ständig zunehmenden Verkehrsaufkommen zu kämpfen. Stadtplaner sahen derzeit die Lösung des Verkehrsproblems in der Errichtung von Hochstraßen, um so den Verkehr flüssiger zu bekommen und damit den Durchsatz an Kraftfahrzeugen auf bestimmten Streckenabschnitten erhöhen zu können. So wurden in Folge etwa 100 Hochstraßen in der Stadt gebaut. Doch mit den Jahren musste man zu Kenntnis nehmen, dass die Viertel in Nähe der Hochstraßen durch die räumliche Isolation verslumten. Dazu kam, dass Untersuchungen zu dem Ergebnis kamen, dass die Hochstraßen nicht den gewünschten Effekt brachten, dem man erwartet hatte. Mit dem Abriss der Tteokjeon (떡전) im Stadtviertel Dongdaemun-gu (동대문구) im Jahr 2000 trat ein Paradigmenwechsel ein, infolgedessen Stand 2017 rund 30 % der Hochstraßen wieder abgerissen wurden und sich die Stadtteile in sozialer Hinsicht wieder belebten.
Abriss oder Erneuerung, die Frage stand nun Anfang der 2000er Jahre auch für die Hochstraße am Hauptbahnhof im Raum, zumal die Straße aufgrund ihres Alters den Belastungen durch den Straßenverkehr nicht mehr gewachsen war. Die Stadtverwaltung der Stadt Seoul entschied sich dann im Jahr 2014 dafür, nach dem Vorbild der High Line in New York City die Hochstraße als Raum für Fußgänger und als Ort der Erholung für die Stadtbevölkerung herzurichten. In Rekordzeit wurde die Hochstraße umgebaut und hergerichtet und am 20. Mai 2017 vom Bürgermeister der Stadt Seoul, Park Won-soon, unter dem Namen Seoullo 7017 seiner Bestimmung übergeben.

## Das Bauwerk
Der Park oder botanische Garten, als das das rund 1 km lange Bauwerk auch bezeichnet wird, besitzt Zugänge zu 17 Fußgängerwegen, inklusive der vier ehemaligen Auffahrten der Hochstraße, von denen zwei verkürzt und mit einem Treppenaufgang versehen wurden. Auf der gesamten Strecke wurden 228 unterschiedliche Arten von Bäumen, Büschen, Blumen und anderen Pflanzen in kleinen und größeren Kübeln angepflanzt, insgesamt 24.085 an der Zahl. Kleine Teiche, Sitzmöglichkeiten und Pavillons laden zum Verweilen ein. Des Nachts wird der Park in einem bläulichen Licht illuminiert, während Sonnenkollektoren über den Tag hin für den nötigen Strom sorgen.
Das aus Sicherheitsgründen mit 29 Überwachungskameras ausgestattete Bauwerk kostete rund 59 Milliarden Won, rund 45 Millionen Euro, wovon rund 40 % der Baukosten alleine für die Erdbebensicherheit ausgegeben wurde.
Die Planung des Umbaus und der Gestaltung hatte 2015 das niederländische Architektenbüro MVRDV übernommen, das sein Projekt „Seoullo 7017 Skygarden“ nannte.

## Fotogalerie

Seoullo 7017
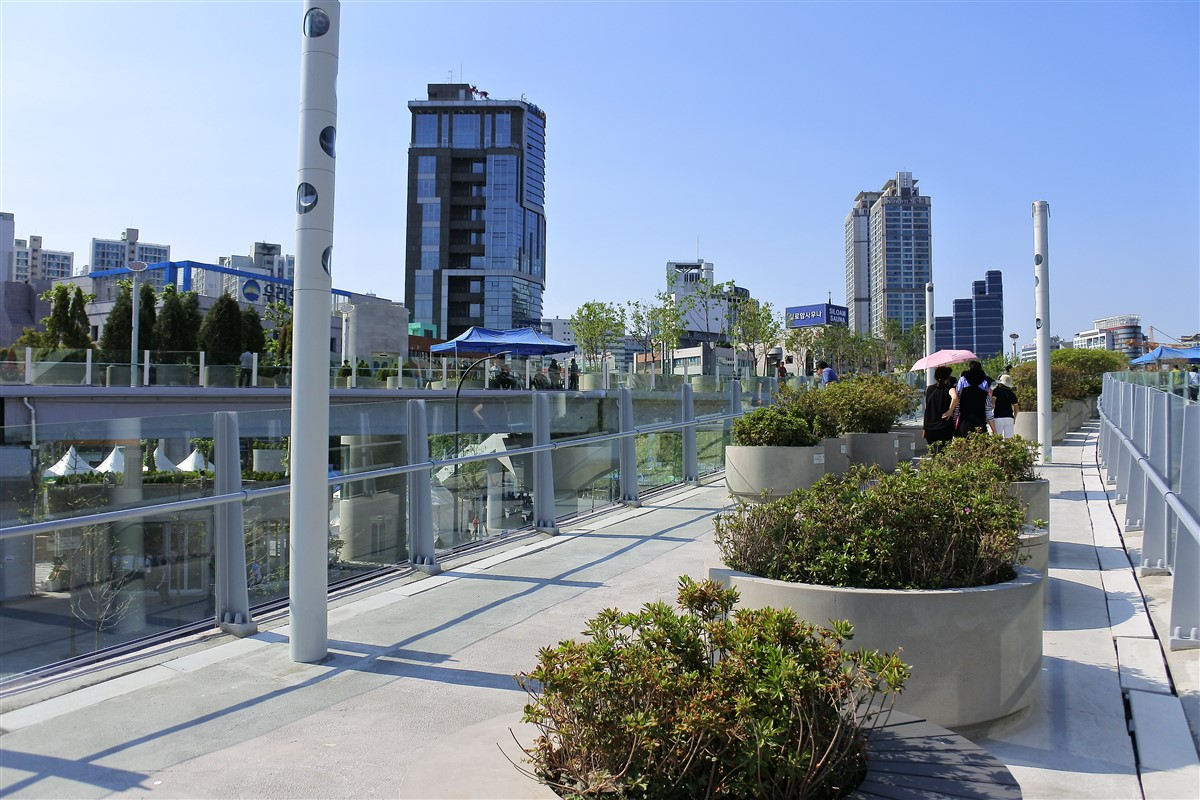
Zwei ehemaligen Zubringer als Fußgängerparadies
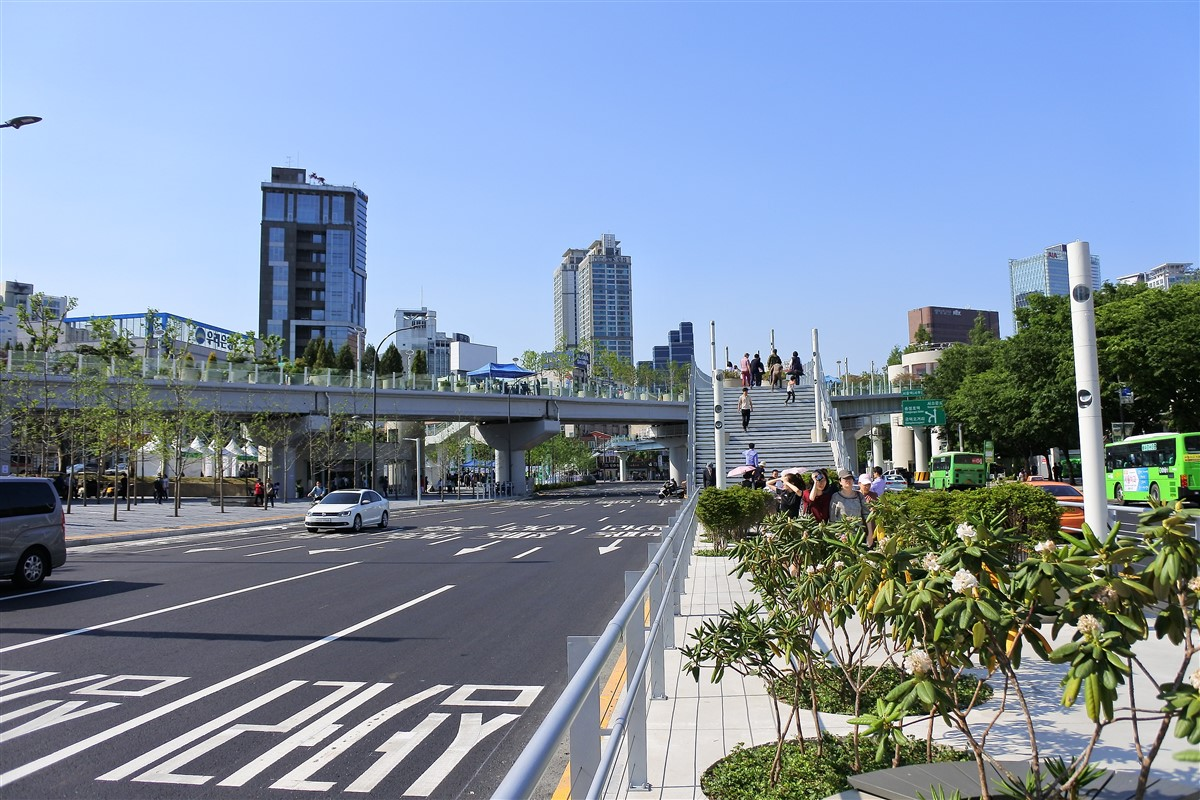
Einer von 17 Fußgängerwegen, die mit Seoullo 7017 verbunden sind
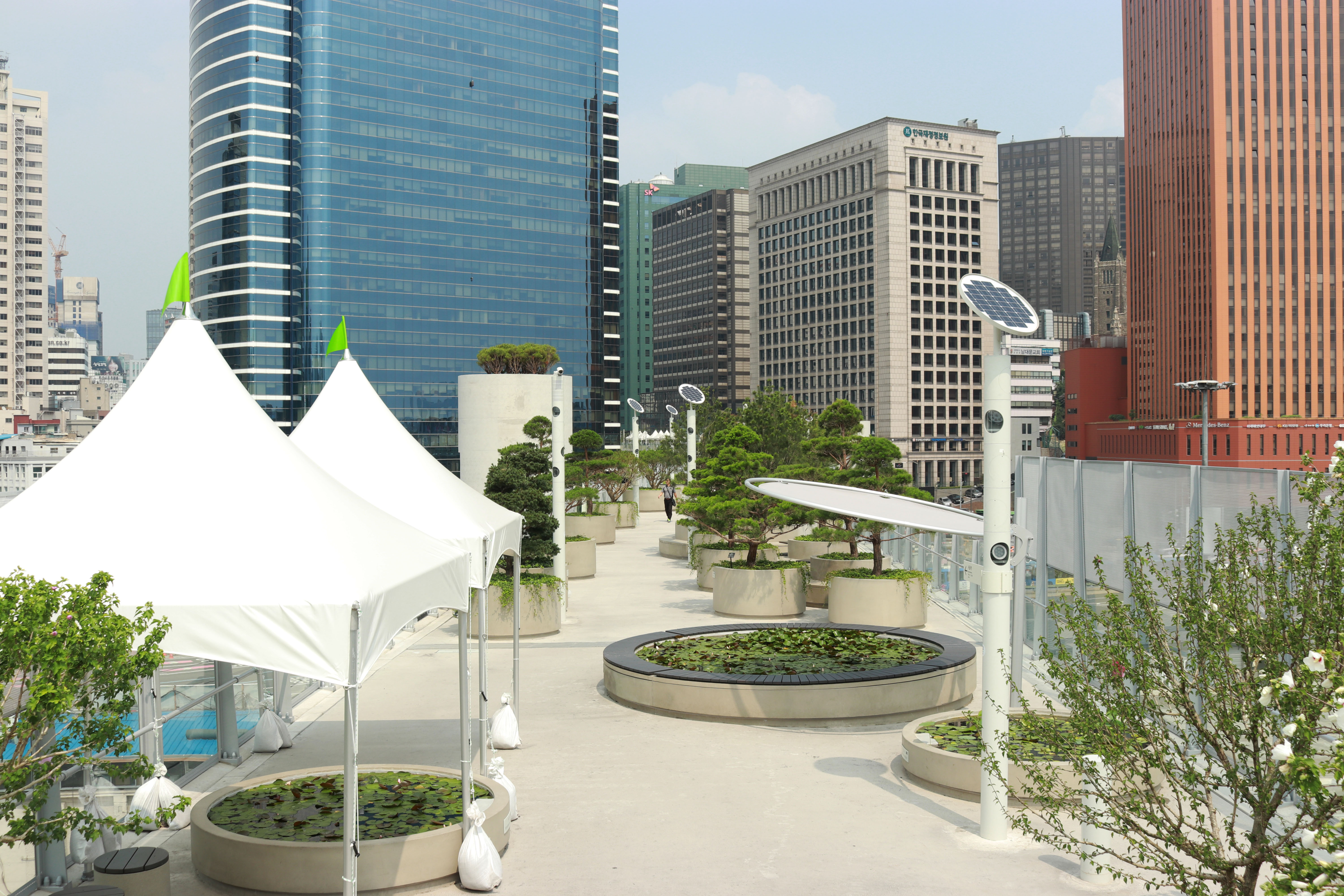
Bepflanzte Kübel, kleine Teiche und Pavillons zum Verweilen
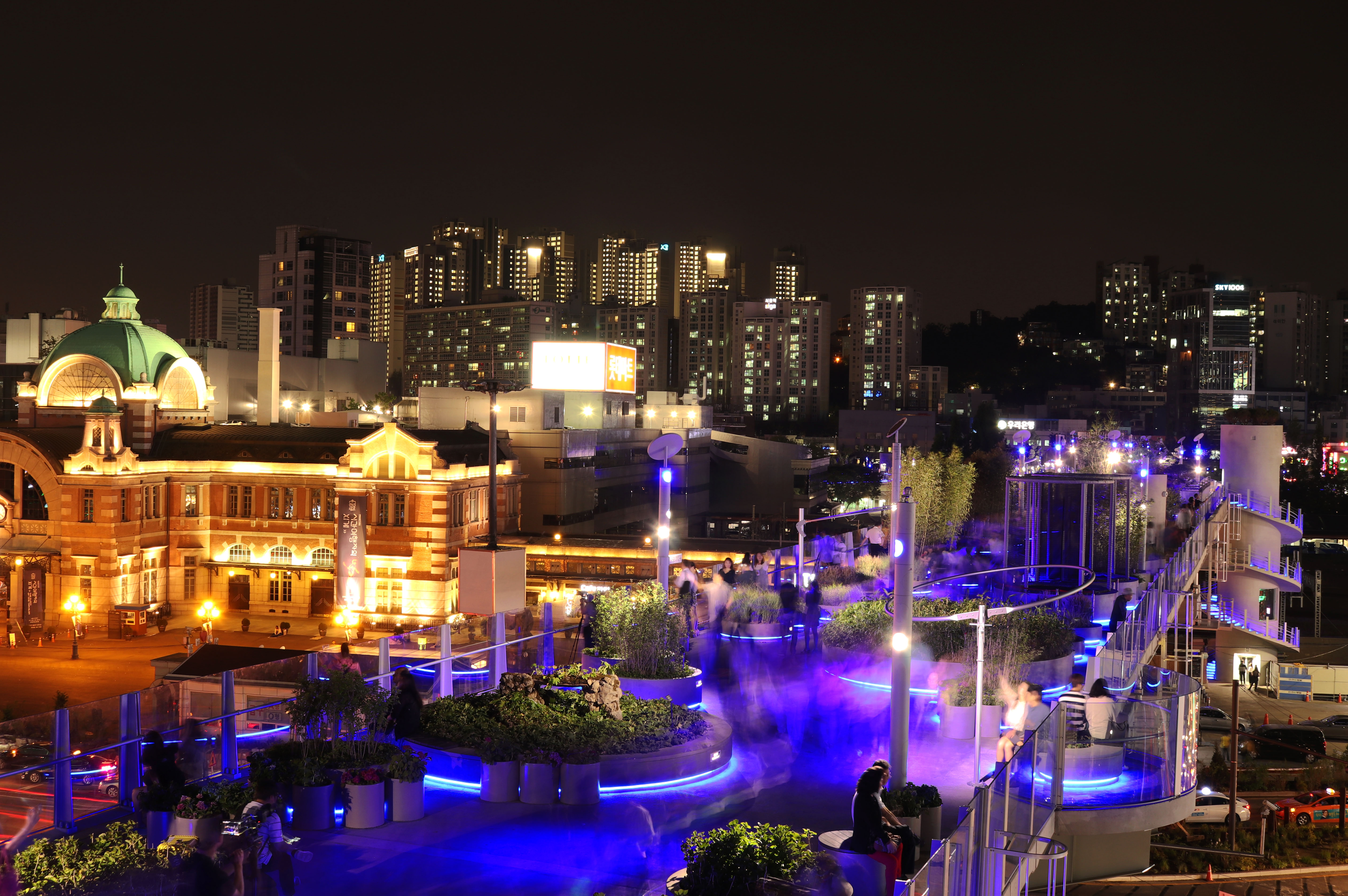
Seoullo 7017 bei Nacht